# Долинська (станція)
Доли́нська — вузлова дільнична електрифікована залізнична станція 1-го класу Знам'янської дирекції Одеської залізниці на перетині трьох ліній Тимкове — Долинська, Знам'янка — Долинська та Долинська — Миколаїв.
Розташована в місті Долинська Кропивницького району Кіровоградської області.

## Історія
Станція відкрита на лінії Знам'янка — Миколаїв 20 серпня 1873 року під первинною назвою Казанка. Саме навколо залізничної станції надалі зростало й розвивалось місто Долинська.
1884 року збудовано гілку Казанка — Довгинцеве, що перетворило станцію на вузлову.
1891 року було відкрите залізничне училище.
1901 року станцію Казанка було перейменовано на Долинську, на честь поміщиці з села Маловодяне — Ольги Федорівни Долинської, яка сприяла будівництву залізниці.
Впродовж 1911—1914 років на станції працював відомий педагог Антон Макаренко.
Станом на 1908 рік річний вантажообіг залізничної станції становив 75 млн пудів, 40 з яких припадало на вугілля. При станції працювали депо, пошта, телеграфне відділення та невеликий медичний пункт. Із західної сторони вокзалу встановлена меморіальна дошка на честь українського письменника - Архипа Тесленка, який у 1901 році працював на станції учнем телеграфіста.
1914 року введений в експлуатацію цегельний завод, який був підпорядкований залізниці.
У квітні 1944 року було відновлено рух поїздів на залізниці, що була зруйнована під час Другої світової війни.
1978 року введено в експлуатацію залізничну гілку Долинська — Помічна, завдяки чому відкрились можливості зручних перевезень вантажів зі станції у західному напрямку.
Згодом станцію Долинська було електрифіковано змінним струмом (~25 кВ). В 1983 році через станцію пройшла електрифікація в складі лінії Тимкове — Долинська — Помічна, а в 1986 році електрифікована лінія Долинська — Знам'янка.
У зв'язку з прибуттям першого поїзда у 1873 році, на провулку Лазарева встановлений пам'ятник паровозу Еу681-59.
13 грудня 2017 року рада директорів Європейського банку реконструкції та розвитку (ЄБРР) ухвалила рішення щодо надання кредиту в розмірі 150 млн євро на реалізацію цього проєкту. Надходження коштів передбачено у два етапи: перший — до 124,5 млн євро для електрифікації, будівництва другої колії та високовольтної лінії на дільниці Долинська — Миколаїв; другий — до 25,5 млн євро на електрифікацію дільниці Миколаїв — Колосівка.
18 грудня 2017 року, у рамках виконання «Програми впровадження технічних засобів безпеки руху в структурі „Укрзалізниці“ у 2014—2018 роках» працівниками регіональної філії «Одеська залізниця» ПАТ «Укрзалізниця» завершено комплекс робіт з будівництва та введення в дослідну експлуатацію двох приладів автоматичного контролю технічного стану ходових частин рухомого складу (АСДК-Б). Вони дають змогу покращити безпеку руху на вантажонапруженій дільниці Знам'янка — Долинська. Відповідну угоду між ПАТ «Українська залізниця» та Європейським банком реконструкції та розвитку було підписано 30 грудня 2017.
31 січня 2018 року Кабінет Міністрів України затвердив проєкт реконструкції дільниці залізничного транспорту Долинська — Миколаїв, який передбачає електрифікацію дільниці, будівництво другої колії та модернізацію систем сигналізації, зв'язку та централізації управління рухом поїздів. Загальна кошторисна вартість реконструкції становила близько 6 млрд гривень. Фінансування робіт передбачено за рахунок кредитних коштів міжнародних фінансових організацій. Було зазначено, що реалізація рішення дозволить суттєво підвищити пропускну спроможність одного із головних залізничних напрямів {ст.|Знам'янка}} — Долинська — Миколаїв і створить належні умови для нарощування обсягів залізничних перевезень, підвищення їх ефективності та рівня транспортного обслуговування, поліпшення екологічної ситуації в регіоні.
15 листопада 2018 року, під час прямого включення на Миколаївському економічному форумі, в. о. голови правління «Укрзалізниці» Євген Кравцов повідомив, що перші поїзди під електротягою на електрифікованій дільниці Долинська — Миколаїв розпочнуть рух у 2022 році, що надасть змогу збільшити пропускну здатність лінії з сьогоднішніх 37 пар потягів до 127, тобто в 4 рази. Перевезення будуть орієнтовані перш за все на експорт аграрної продукції. Проєкт з електрифікації лінії Долинська — Миколаїв — Колосівка передбачає залучення 300 млн євро кредитних коштів Європейського інвестиційного банку та Європейського банку реконструкції та розвитку. Загальна довжина лінії — 253 км.
У звʼязку з повномасштабним вторгненням Росії з 2022 року реконструкцію і електрифікацію дільниці відкладено на невизначений термін.

## Пасажирське сполучення
Станція Долинська — основний залізничний вузол півдня Кіровоградщини. Через пасажирський вокзал під час літньо-осіннього періоду курсувало понад 40 пасажирських поїздів. Усім поїздам, що рухаються у Миколаївському напрямку, на станції здійснюється зміна локомотивів — з електровоза на тепловоз й навпаки, що займає близько 20 хвилин, адже наразі цей напрямок ще неелектрифікований.
З 12 грудня 2016 року через станцію Долинська було відновлено прямування своїм історичним маршрутом нічному швидкому фірмовому поїзду «Запоріжжя» № 71/72 сполученням Запоріжжя — Київ (наразі скасований).
Швидкісний рух
З 5 липня 2016 року призначався швидкісний денний поїзд «Інтерсіті» сполученням Київ — Херсон (через станцію Миколаїв). Час в дорозі до Києва становив 4 години 20 хвилин, до Херсона — за 2,5 години. У літній період з цим поїздом курсував вагон безпересадкового сполучення Харків — Херсон (наразі скасований).
На станції Долинська зупиняються поїзди далекого та приміського сполучення. 
| Рух поїздів по станції Долинська |                                        |                          |
| №                                | Маршрут руху                           | Періодичність курсування |
| Далеке сполучення                |                                        |                          |
| 101                              | Краматорськ — Київ — Миколаїв / Херсон | За особливим графіком    |
| 102                              | Херсон / Миколаїв — Київ — Краматорськ | За особливим графіком    |
| 109                              | Херсон — Львів                         | По парних                |
| 110                              | Львів — Херсон                         | По непарних              |
| 121 «Миколаїв»                   | Київ — Миколаїв / Херсон               | За особливим графіком    |
| 122 «Миколаїв»                   | Херсон / Миколаїв — Київ               | За особливим графіком    |
| Приміське сполучення             |                                        |                          |
| 6035/6036, 6043/6044             | Знам'янка — Помічна                    | Щоденно                  |
| 6039/6040                        | Долинська — Тимкове                    | Щоденно, крім понеділка  |
| 6041/6042                        | Долинська — Помічна                    | Щоденно                  |
| 6313/6314, 6317/6318             | Долинська — Миколаїв-Вантажний         | Щоденно                  |

## Галерея

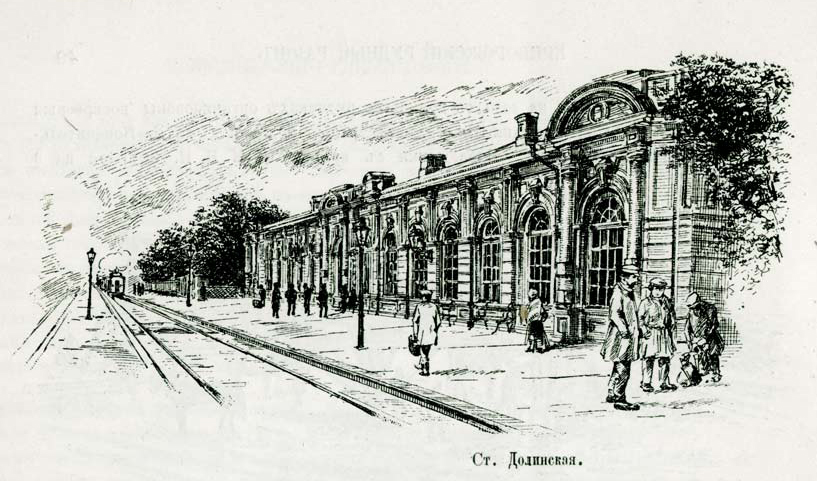
Вокзал станції Долинська на початку ХХ століття
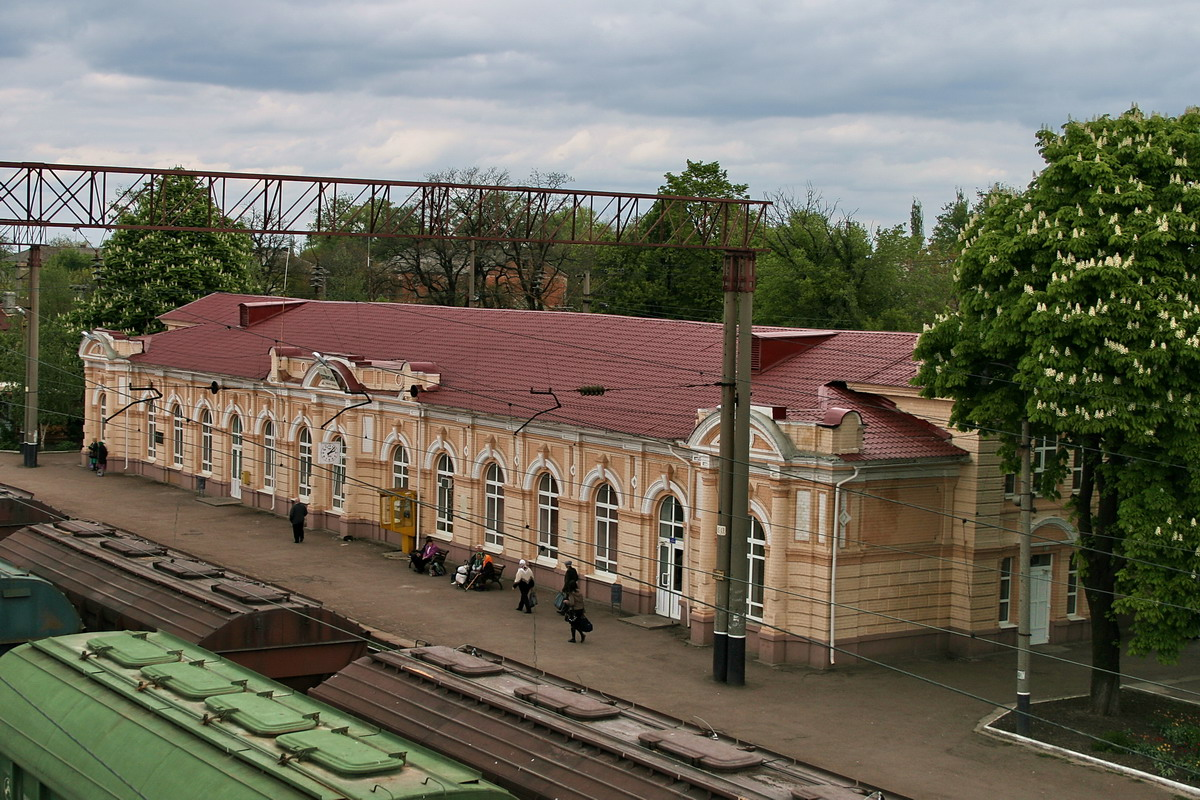
Сучасний вокзал станції Долинська
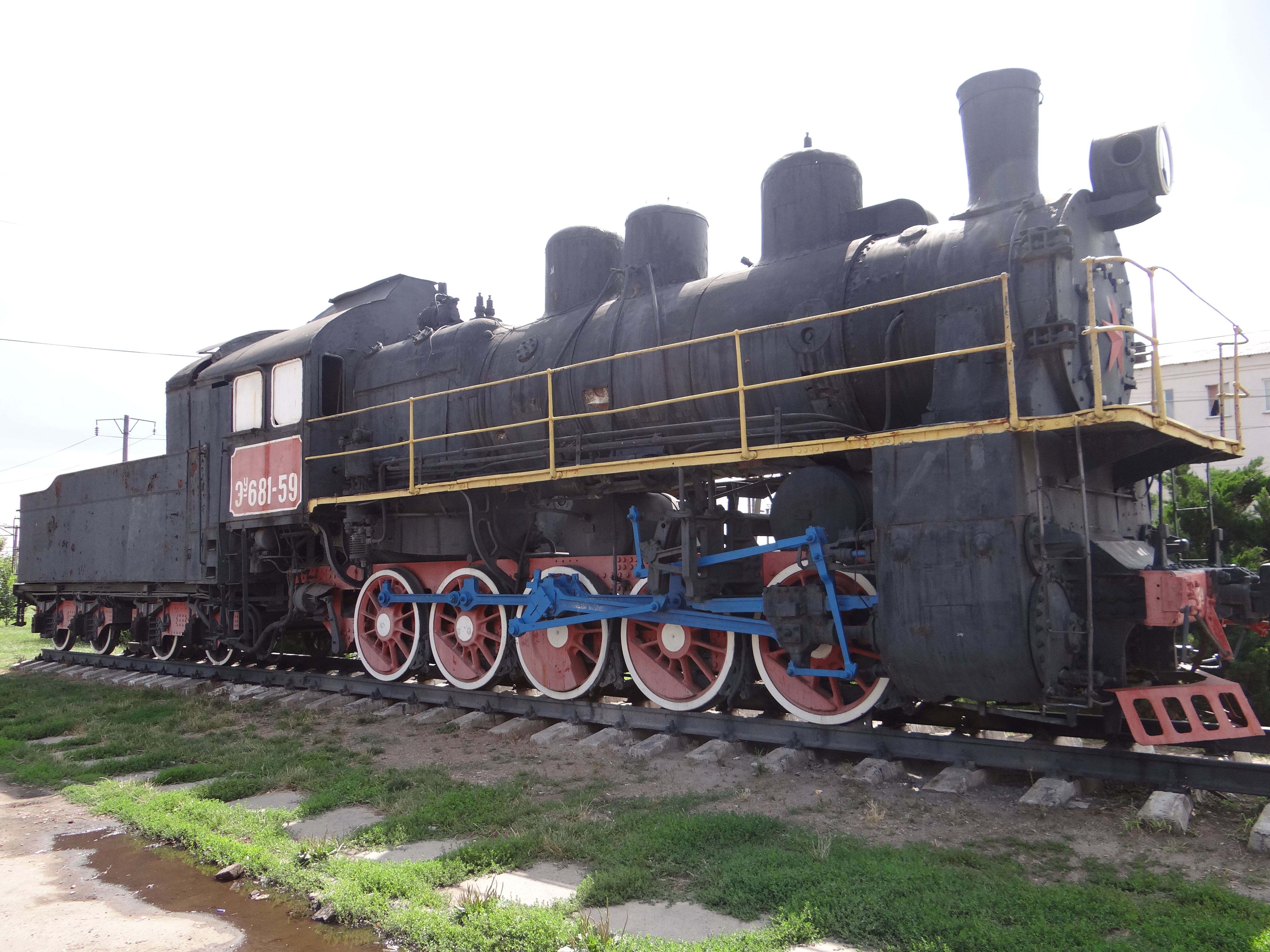
Пам'ятник паровозу Еу681-59
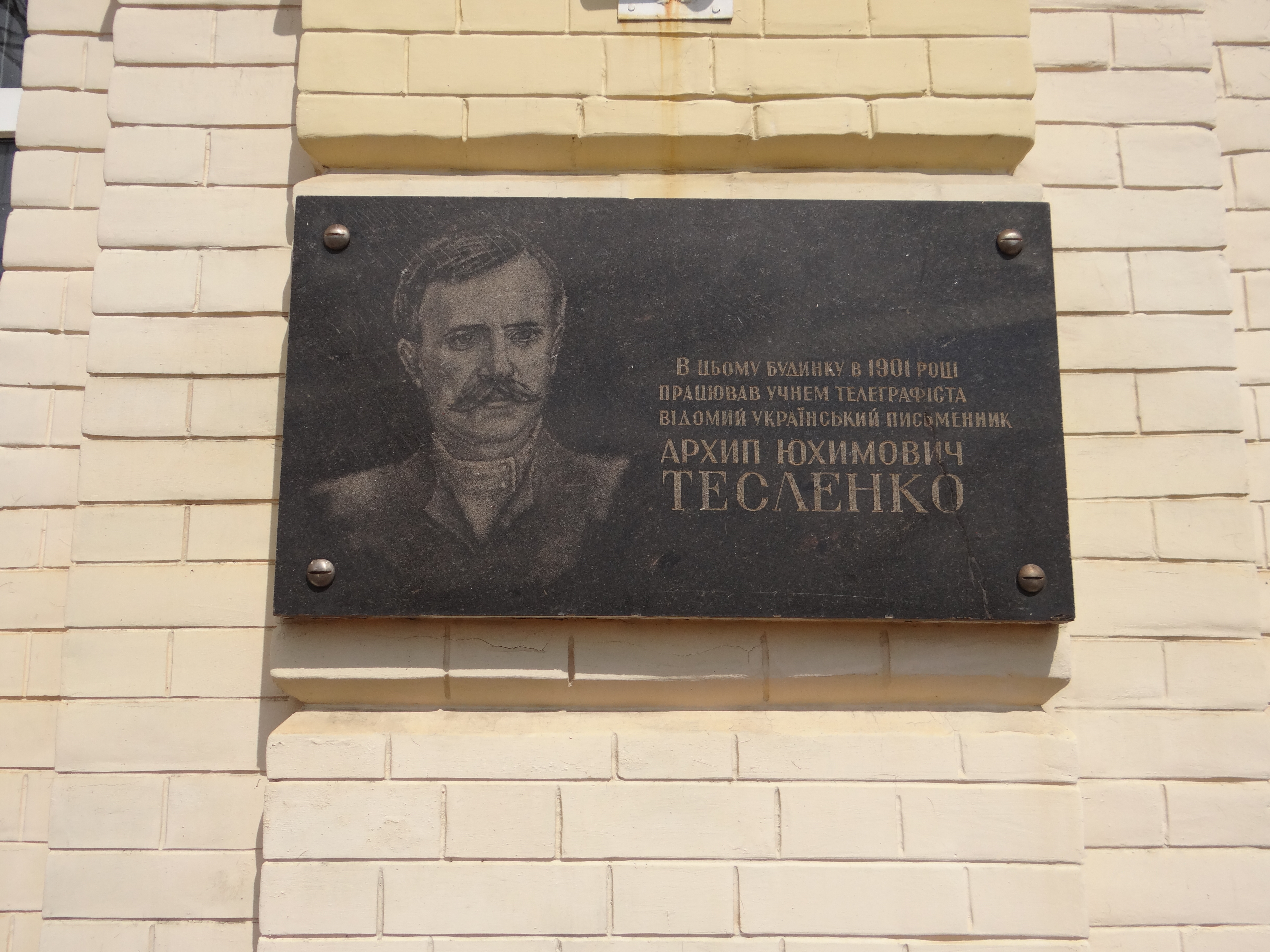
Меморіальна дошка Архипу Тесленку